# Zacharias Lewala

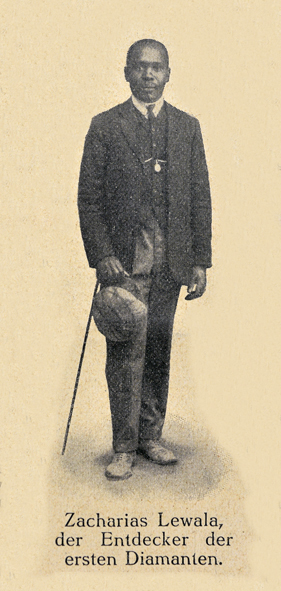
Zacharias Lewala um 1908

Zacharias Lewala (* 19. Jahrhundert; † 20. Jahrhundert) gilt als derjenige, dessen Fund eines Rohdiamanten an der heutigen Nordgrenze des Diamantensperrgebiets im damaligen Deutsch-Südwestafrika (1915–1990 Südwestafrika, seit 1990 Namibia) einen Diamantenrausch in dieser Gegend auslöste.

## Leben
Lewala stammte aus dem südlichen Afrika und war Arbeiter in einem Diamantenbergwerk in Kimberley, wo er Erfahrung im Erkennen von Rohdiamanten sammelte. Später arbeitete er unter seinem Vorgesetzten August Stauch an der Instandhaltung der Lüderitz-Eisenbahn. Als er am 10. April 1908 in der Nähe des Bahnhofs Grasplatz bei Kolmannskuppe Flugsand wegschaufelte, entdeckte er mehrere Steine, in denen er Diamanten vermutete. Diese übergab er Stauch und soll dabei gesagt haben: „Sieh mal Mister, mooi klip (schöner Stein).“ Stauch schickte sie zur Analyse nach Swakopmund und sicherte sich daraufhin in der Gegend einen Claim. In der Folge verdiente Stauch ein Vermögen.
Über Lewala ist vergleichsweise wenig bekannt, da die Geschichtsschreibung stärker an dem Deutschen Stauch interessiert ist, dessen Tätigkeit besser dokumentiert ist.